# 碧ゆかこ
碧 ゆかこ（みどり ゆかこ、11月18日 - ）は、日本の漫画家。血液型はA型。和歌山県出身。趣味は人形作り。
1981年、秋田書店の『ビバ・プリンセス』で「ここはうわさの西洋館」でデビューする。主に少女漫画雑誌『月刊プリンセス』で活動し、2006年頃からハーレクインコミックスを手がけるようになる。
同時期に『月刊プリンセス』で連載していた冬木るりかと交流があり、お互いの単行本および文庫本によくイラストを載せ合っている。

## 作品リスト

### プリンセスコミックス
- 狼なんかこわくない
- 一樹がやってきた
- 最後の晩餐
- 14歳の季節
- ジュエリー・コレクション
- 静香姫伝
- 千分の一夜物語
- トリプル・トラブル+α
- バースデー・パーティー
- はるか遠き国の物語
- 不幸を呼ぶ男
- ビューティフルSEPTEMBE
- ミステリーなトラブル・ツアー
- 桃太郎が行く！

### ハーレクイン・エメラルド(ハーモニィ)コミックス
- 黒い羊（原作：スーザン・フォックス）2006年1月6日
- 闇のエンジェル（原作:リン・グレアム）2006年5月1日
- 花嫁には秘密（原作：ルーシー・ゴードン）2007年1月31日
- 罠に落ちた伯爵令嬢（原作：ジェイン・ドネリー）2007年4月1日
- シークに焦がれる夜に(原作：リンダ・ウィンステッド・ジョーンズ)2007年8月1日
- 恋を忘れた公爵（原作：ニコラ・コーニック）2007年12月1日
- 運命の夜に（原作：ミランダ・リー）2009年1月9日
- 奪われた花嫁（原作：キャシー・ウィリアムズ）2009年3月11日
- 裏切りの刃（原作：リンダ・ハワード）2009年4月11日
- ダイヤモンド・ダスト（原作：レニー・ローゼル）2009年10月11日
- 心のシンフォニー－ニローリ・ルールズ7（原作：レイ・モーガン）2010年2月
- ディーヴァの復讐－真夜中の億万長者1（原作：テッサ・ラドリー）2010年4月10日
- 金の瞳のシーク－真夜中の億万長者2（原作：テッサ・ラドリー）2010年5月11日
- パンドラの海－真夜中の億万長者3（原作：テッサ・ラドリー）2010年6月11日
- 突然…結婚！（原作：マリー・フェラレーラ）2011年6月10日
- 誘惑という名の復讐（原作：リン・グレアム）2011年8月11日
- 涙から生まれた恋（原作：ミランダ・リー）2012年2月10日
- 涙にぬれたプロポーズ（原作：ジェイン・ポーター）2012年11月9日
- 甘い屈辱（原作：ヘレン・ビアンチン）2013年9月11日
- ときめきの喝采（原作：リサ・クレイパス）2013年10月1日
- 三度目の求婚（原作：ジュリア・ジャスティス）2014年1月11日
- 想いあふれて（原作：リサ・クレイパス）2014年9月1日
- 誘惑のイスタンブール（原作：スーザン・スティーヴンズ）2014年12月1日
- 注文された花婿（原作：ローリー・ロビンソン）2015年2月2日
- 暴君に恋をして－地中海の王子たち1（原作：シャロン・ケンドリック）2015年3月11日
- 愛なきウェディング－地中海の王子たち2（原作：シャロン・ケンドリック）2015年4月11日
- プリンセスになる条件－地中海の王子たち3（原作：シャロン・ケンドリック）2015年5月11日
- 堕ちたジャンヌ・ダルク（原作：ジェイン・ポーター）2016年1月9日
- 信じることができたなら（原作：スーザン・イーノック）2016年6月11日
- 誘惑のラプソディー－マイアミで愛して1（原作：ロクサナ・セントクレア）2016年8月31日
- 純白の花嫁（原作：バーバラ・カートランド）2016年11月21日
- 伯爵とリベルタと塔のある城（原作：メリッサ・ゴールド）2017年2月1日
- きらめきの一夜（原作：キャロル・マルネッリ）2017年8月10日
- 罪な一夜（原作：キャロル・マルネッリ）2017年9月11日
- 薬指についた嘘（原作：キャロル・マルネッリ）2017年10月11日
- ドレスを着た小悪魔（原作：キャロル・マルネッリ）2017年11月9日
- 冷たい瞳のスルタン（原作：シャロン・ケンドリック）2021年3月11日
- 女王が愛した海賊（原作：マリーン・ラブレース）2022年4月1日発行[3]
- 純白の中の出逢い（原作：クリスティン・リマー）2023年1月11日発行[4]）

### 文庫
- 14歳の季節 （全2巻）
- すばるさんの事件簿（全2巻）
- はるか遠き国の物語（全11巻）